# Vientiane
Vientiane o Vientjan és la capital de Laos. És a la vall del Mekong prop de la frontera amb Tailàndia. La població estimada, l'any 2005, era de 200.000 persones, però els habitants de la zona metropolitana eren al voltant dels 730.000. Vientiane està dividida administrativament en 9 ciutats amb una superfície de 3.920 km² i està situat a la riba del Mekong, prop de la frontera tailandesa. Vientiane va ser la capital administrativa durant el domini francès i, a causa del creixement econòmic dels últims temps, ara és el centre econòmic de Laos. Segons el cens del 2023, la ciutat tenia 1.001.477 habitants. La ciutat de Vientiane comprèn els següents districtes:
- Chantabuly
- Hadxaifong
- Sikhottabong
- Sisattanak
- Xaysetha

Vientiane és coneguda com la llar dels monuments nacionals més significatius de Laos, Pha That Luang, que és un símbol conegut de Laos i una icona del budisme a Laos. També s'hi poden trobar altres temples budistes significatius a Laos, com ara Haw Phra Kaew, que antigament albergava el Buda Maragda.
La ciutat va acollir els 25ns Jocs del Sud-est Asiàtic el desembre de 2009, celebrant els 50 anys dels Jocs.

## Etimologia
'Vientiane' és l'ortografia francesa derivada del Lao Viangchan /ʋíːəŋ tɕan/. El nom s'havia escrit anteriorment 'ວຽງຈັນທນ໌' (en tailandès, เวียงจันทน์) però ara s'acostuma a escriure 'ວຽງຈັນ'. A Lao, viang (ວຽງ) es refereix a una «ciutat emmurallada» mentre que chan (ຈັນ, anteriorment ຈັນທນ໌) deriva del sànscrit candana (चन्दन, /t͡ɕand̪ana/), 'sàndal’i es pot traduir com la 'ciutat emmurallada del sàndal'. Alguns laosians creuen erròniament que es refereix a la «ciutat emmurallada de la lluna», ja que chan també pot representar «lluna», tot i que anteriorment es va distingir per escrit com 'ຈັນທຣ໌'. Altres romanitzacions inclouen 'Viangchan' i 'Wiangchan'.

## Història

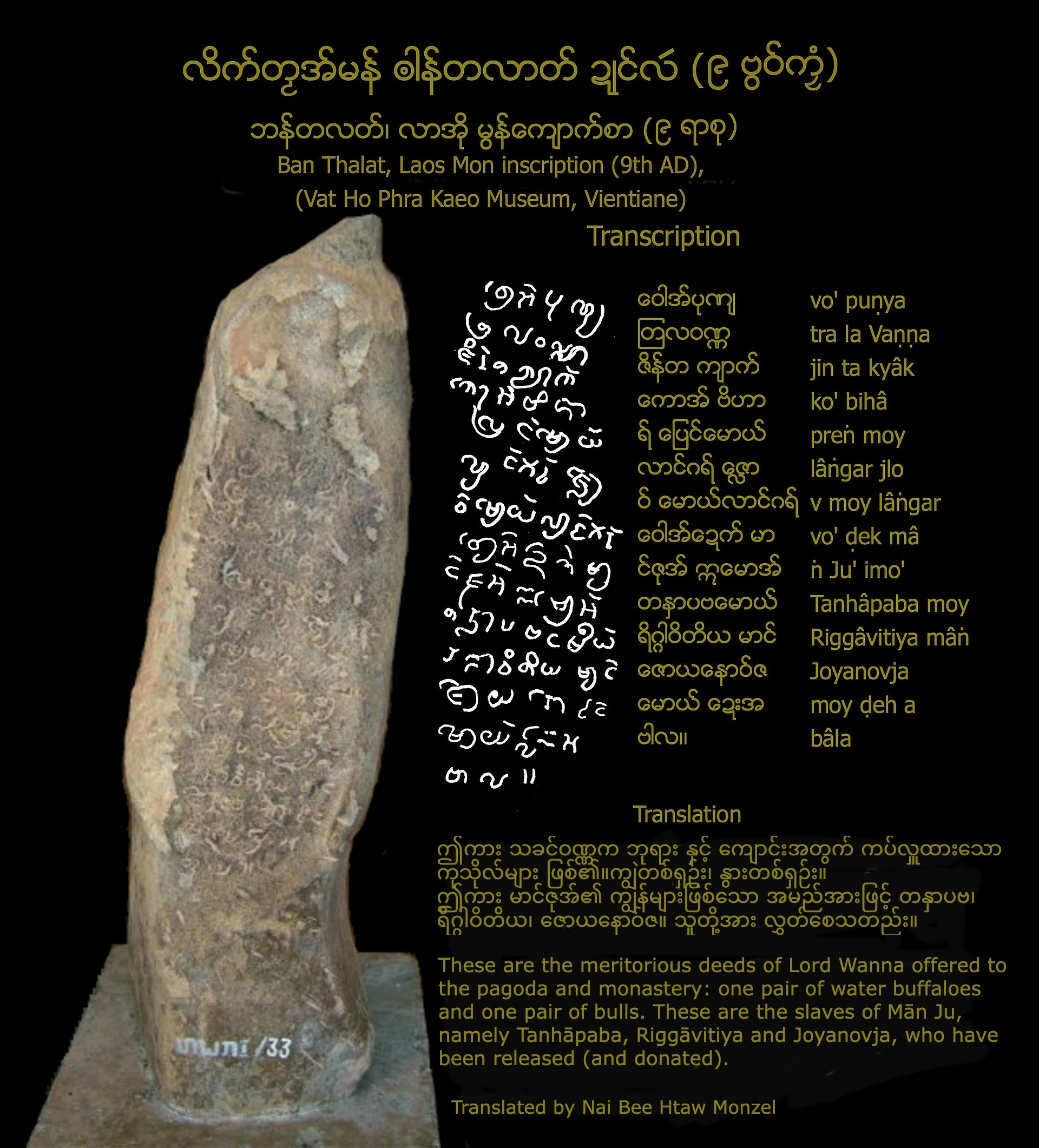
Ban Tha Lat, inscripció Mon (IX dC), es va trobar l'any 1968, en una zona on altres peces d'evidència arqueològica van testimoniar una antiga presència de Mon. Ara es troba al Museu Ho Phra Kaeo, Vientiane, Laos

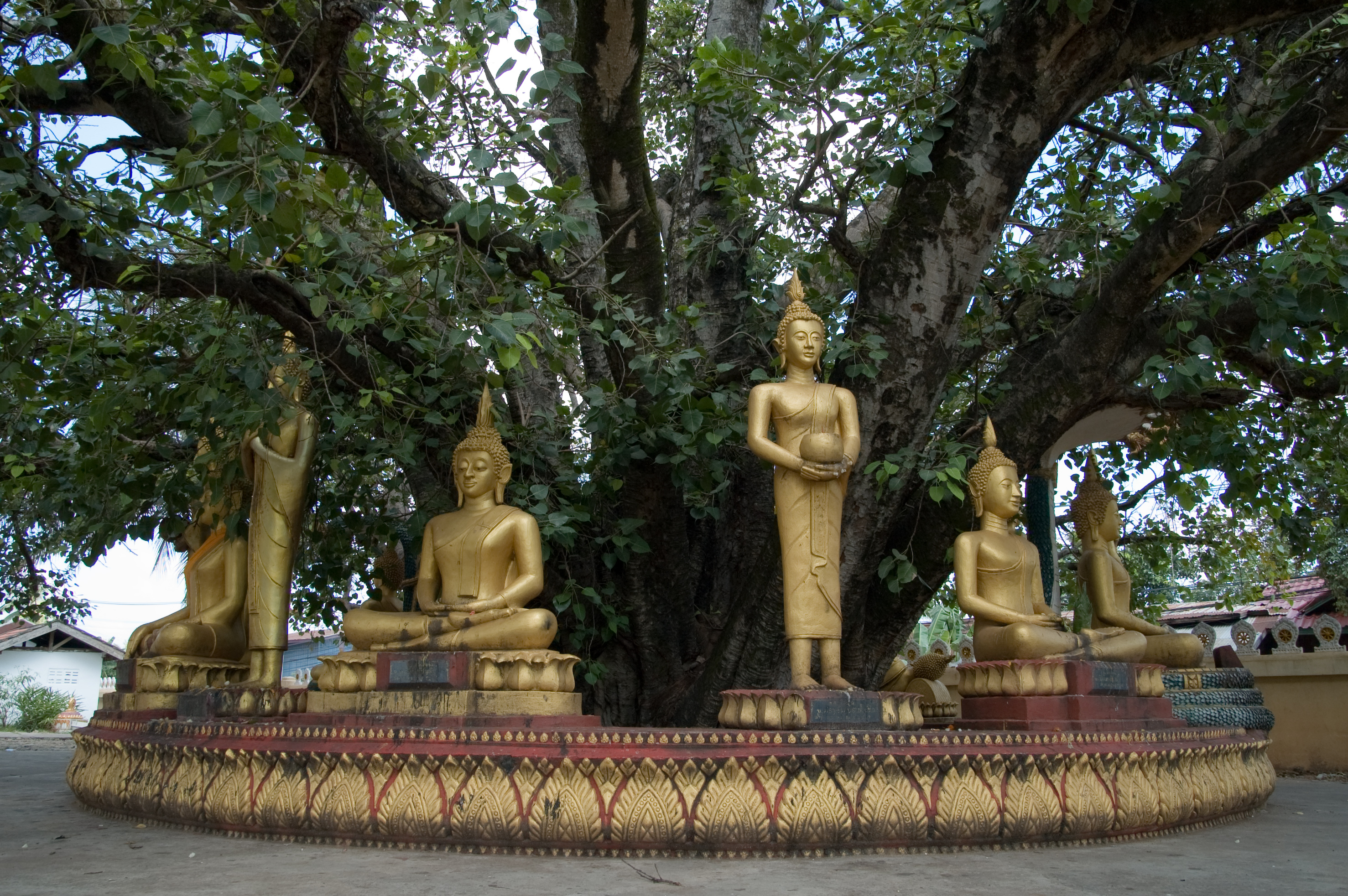
Escultures de Buda a Pha That Luang

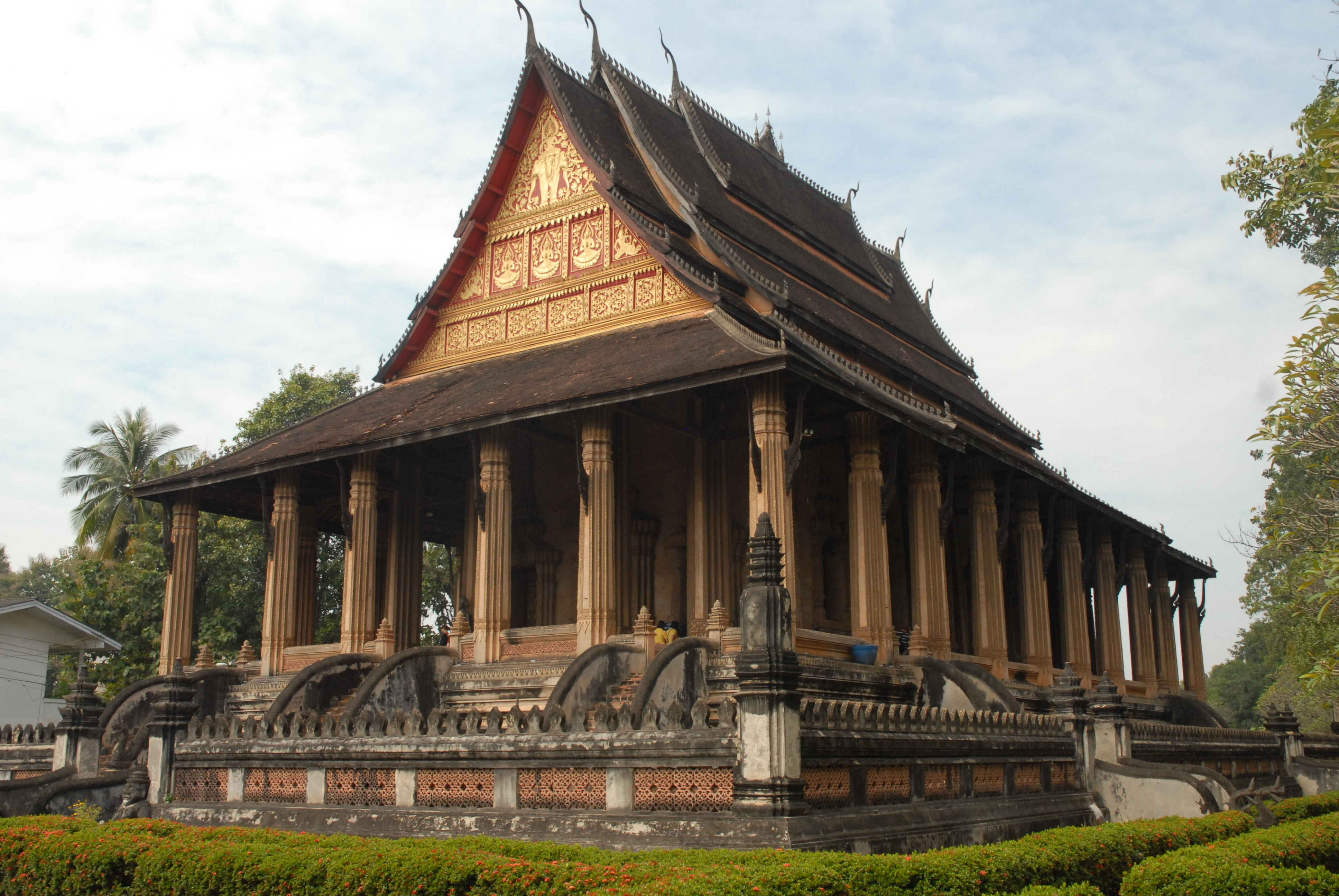
Haw Phra Kaew o Temple del Buda Maragda

### Regnes de la ciutat-estat de Dvaravati
Al segle vi, a la vall del riu Chao Phraya, els pobles Mon s'havien unit per crear els regnes Dvaravati. Al nord, Haripunjaya (Lamphun) va sorgir com una potència rival dels Dvaravati. Al segle viii els Mon havien empès cap al nord per crear ciutats estats, a Fa Daet (l'actual Kalasin, nord-est de Tailàndia), Sri Gotapura (Sikhottabong) prop de l'actual Tha Khek, Laos, Muang Sua (Luang Prabang) i Chantaburi (Vientiane). Al segle VIII dC, Sri Gotapura (Sikhottabong) era el més fort d'aquestes primeres ciutats estats i controlava el comerç a tota la regió del Mekong mitjà. Les ciutats-estat estaven poc lligades políticament, però eren culturalment similars i van introduir el budisme Therevada dels missioners de Sri Lanka a tota la regió.

### Mite
La gran èpica laosiana, el Phra Lak Phra Lam, afirma que el príncep Thattaradtha va fundar la ciutat quan va abandonar el llegendari regne de Laos de Muong Inthapatha Maha Nakhone perquè se li va negar el tron a favor del seu germà petit. Thattaradtha va fundar una ciutat anomenada Maha Thani Si Phan Phao a la riba occidental del riu Mekong; Es deia que aquesta ciutat s'havia convertit més tard en l'actual Udon Thani, Tailàndia. Un dia, un nāga de set caps va dir a Thattaradtha que comencés una nova ciutat a la riba est del riu davant de Maha Thani Si Phan Phao. El príncep va anomenar aquesta ciutat Chanthabuly Si Sattanakhanahud; que es deia que era el predecessor de la moderna Vientiane.
Contràriament al Phra Lak Phra Lam, la majoria dels historiadors creuen que Vientiane va ser un assentament primerenc de Mon, que més tard va passar sota el domini de l'Imperi Khmer. Als segles XI i XII, l'època en què es creu que el poble laosià i tailandès va entrar al sud-est asiàtic des del sud de la Xina, els pocs mons i khmers que quedaven a la zona es van traslladar o assimilar a la civilització laosiana, que aviat s'aconseguiria a la zona.

### Dominació khmer
La referència més antiga del nom de Vientiane es pot veure en una inscripció vietnamita del duc Đỗ Anh Vũ, datada l'any 1159 durant el conflicte khmer-viet. La inscripció diu que l'any 1135, Văn Đan (Vientiane), vassall de Zhenla (Imperi Khmer), va envair Nghe An, però va ser repel·lit pel duc; el duc va dirigir un exèrcit que va perseguir els invasors fins a Vũ Ôn? (sense certificar), i després va tornar amb captius. Aquest nom podria haver-ne traçat l'origen a Wèndān, un suposadament regne situat a l'altiplà de Khorat, esmentat per un escriptor xinès del segle ix va descriure una ruta comercial que començava a Hanoi i travessava les muntanyes occidentals fins a Wèndān.

### Lan Xang i el domini colonial francès
El 1354, quan Fa Ngum va fundar el regne de Lan Xang. Vientiane es va convertir en una important ciutat administrativa, tot i que no es va convertir en la capital. El rei Setthathirath la va establir oficialment com a capital de Lan Xang el 1563, per evitar la invasió birmana. Quan Lan Xang es va ensorrar el 1707, es va convertir en un regne independent de Vientiane. El 1779, va ser conquerida pel general siamès Phraya Chakri i esdevingut vassall de Siam.
Quan el rei Anouvong va aixecar una rebel·lió sense èxit, va ser esborrada pels exèrcits siamesos el 1827. La ciutat va ser cremada i va ser saquejada de gairebé tots els artefactes laosians, incloses les estàtues de Buda i la gent. Vientiane estava en molt mal estat, despoblada i desapareixent al bosc quan van arribar els francesos. Finalment va passar al domini francès el 1893. Es va convertir en la capital del protectorat francès de Laos el 1899. Durant el període colonial francès, la ciutat va ser reconstruïda i diversos temples budistes com Pha That Luang, Haw Phra Kaew van ser reparats.
Durant el domini francès, els vietnamites es van animar a emigrar a Laos, la qual cosa va fer que el 53% de la població de Vientiane fos vietnamita l'any 1943. El 1945, els francesos van elaborar un pla ambiciós per traslladar la població vietnamita massiva a tres àrees clau (és a dir, la plana de Vientiane, la regió de Savannakhet i l’altiplà de Bolaven), que només va ser interrompuda per la invasió japonesa d'Indoxina. Si aquest pla s'hagués implementat, segons Martin Stuart-Fox, els laosí podrien haver perdut el control sobre el seu propi país.
Durant la Segona Guerra Mundial, Vientiane va caure amb poca resistència i va ser ocupada per les forces japoneses, sota el comandament de Sako Masanori. El 9 de març de 1945, els paracaigudistes francesos van arribar i van tornar a ocupar la ciutat el 24 d'abril de 1945.

### Independència
La ciutat es va convertir en la capital nacional del nou estat independent de Laos el 1953.
Quan va esclatar la guerra civil de Laos entre el govern reial de Laos i el Pathet Lao, Vientiane es va tornar inestable. L'agost de 1960, Kong Le es va apoderar de la capital i va insistir que Souvanna Phouma es convertís en primera ministra. A mitjans de desembre, Phoumi Nosavan es va apoderar de la capital, va enderrocar el govern de Phouma i va instal·lar Boun Oum com a primer ministre. A mitjans de 1975, les tropes de Pathet Lao es van traslladar cap a la ciutat i els nord-americans van començar a evacuar la capital. El 23 d'agost de 1975, un contingent de 50 dones Pathet Lao va alliberar simbòlicament la ciutat. El 2 de desembre de 1975, el partit comunista del Pathet Lao es va fer càrrec de Vientiane, va derrotar el Regne de Laos i va rebatejar el país com a República Democràtica Popular de Laos, que va posar fi a la Guerra Civil de Laos. L'endemà, una insurrecció a Laos va començar a la jungla, amb els Pathet Lao lluitant contra faccions de Hmong i reialistes.
Vientiane va ser l'amfitrió dels Jocs del Sud-est Asiàtic de 2009 sense incidents. Es van eliminar divuit competicions dels anteriors jocs celebrats a Tailàndia, a causa de les fronteres sense litoral de Laos i la manca d'instal·lacions adequades a Vientiane.

## Geografia
Vientiane es troba en un revolt del riu Mekong, punt en el qual forma la frontera amb Tailàndia.

### Clima
Vientiane té un clima de sabana tropical (Köppen Aw) amb una estació humida i una estació seca diferents. L'estació seca de Vientiane abasta de novembre a març. L'abril marca l'inici de l'estació humida que a Vientiane dura uns set mesos. Vientiane acostuma a ser molt calent i humit durant tot l'any, tot i que les temperatures a la ciutat solen ser una mica més fresques durant l'estació seca que durant l'estació humida.

## Turisme

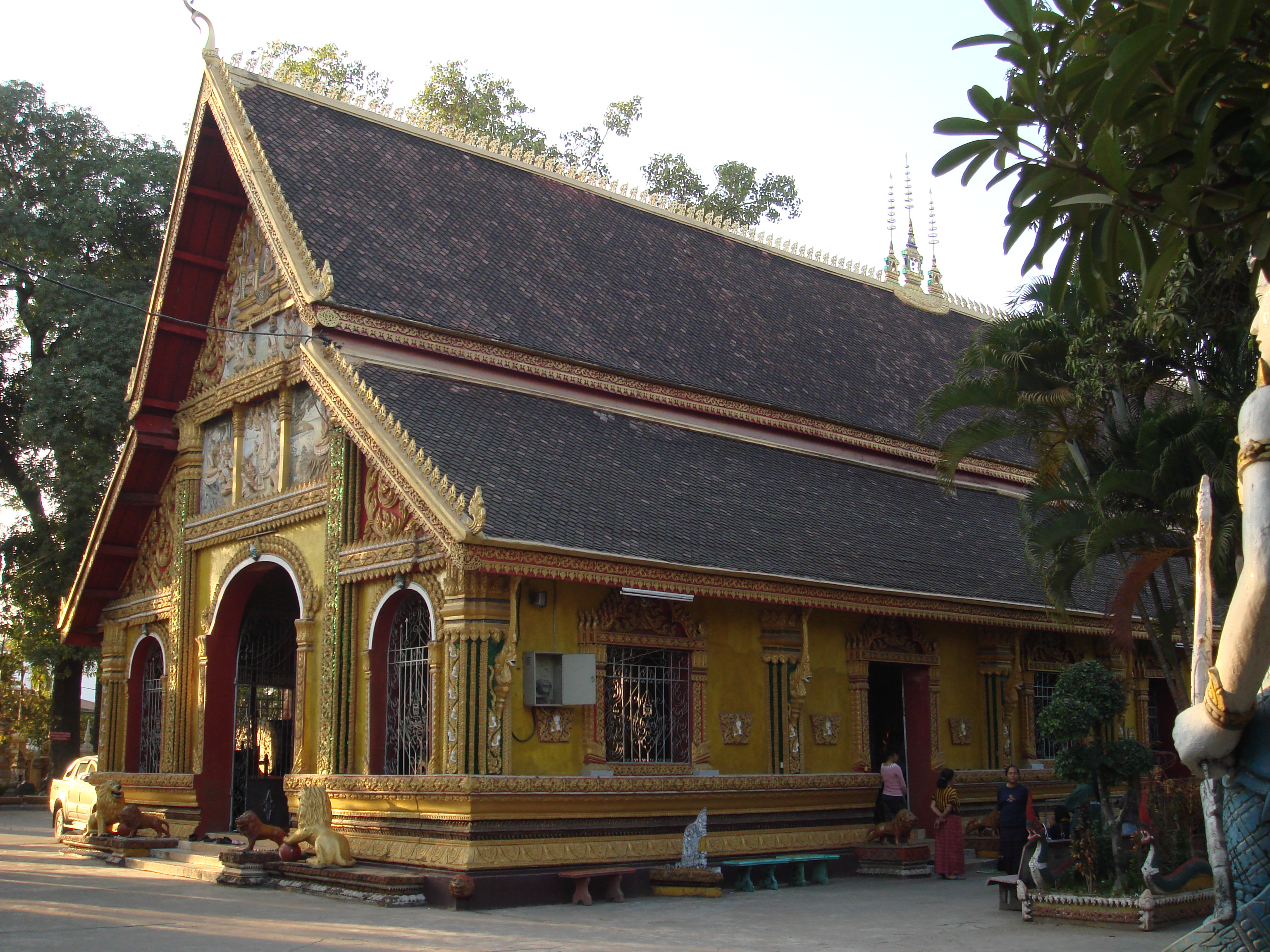
Wat Si Muang

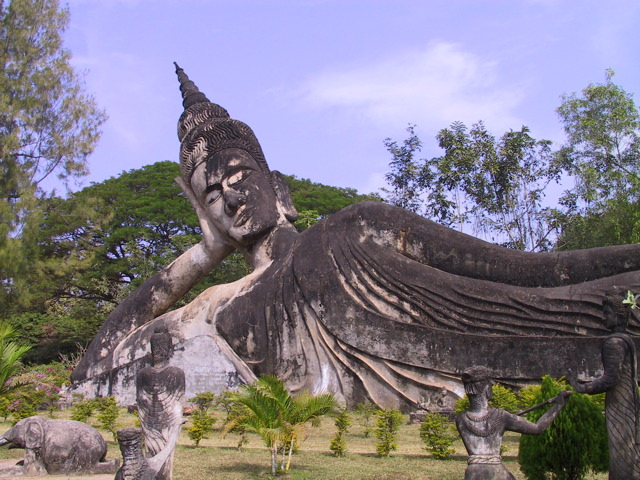
Parc de Buda

Tot i que encara és una ciutat petita, la capital atrau molts turistes. La ciutat conté molts temples i monuments budistes. Una atracció popular per als visitants estrangers és Pha That Luang, un important monument cultural nacional de Laos i una de les seves estupes més conegudes. Va ser construït originalment el 1566 pel rei Setthathirath i va ser restaurat el 1953. L'estupa daurada fa 45 metres d'alçada i es creu que conté una relíquia del Buda.
Un altre lloc que també és popular entre els turistes és Wat Si Muang. El temple es va construir sobre les ruïnes d'un santuari hindú khmer, les restes del qual es poden veure darrere de la sala d'ordenació. Va ser construït el 1563 i es creu que està custodiat per l'esperit d'una noia local, Nang Si. La llegenda diu que Nang Si, que estava embarassada en aquell moment, va saltar a la seva mort com a sacrifici, just quan el pilar s'estava baixant al forat. Davant del temple hi ha una estàtua del rei Sisavang Vong.
El monument commemoratiu, Patuxai, construït entre 1957 i 1968, és potser la fita més destacada de la ciutat. Mentre que l'Arc de Triomf de París va inspirar l'arquitectura, el disseny incorpora motius típics de Laos, com Kinnari, una dona mítica ocell. Els visitants enèrgics poden pujar al cim del monument per gaudir d'una vista panoràmica de la ciutat.
El Buddha Park va ser construït l'any 1958 per Luang Pu Bunleua Sulilat i conté una col·lecció d'escultures budistes i hindús, escampades entre jardins i arbres. El parc té 28 km al sud de Vientiane a la vora del riu Mekong.
Altres llocs són:
- Haw Phra Kaew, antic temple, ara un museu i petites botigues

- Museu Nacional de Laos

- Museu Kaysone Phomvihane

- Mercat matinal de Talat Sao

- Aquella presa, gran estupa

- Wat Ong Teu Mahawihan, un monestir budista

- Wat Sri Chomphu Ong Tue, un temple budista

- Wat Si Saket, wat budista

- Wat Sok Pa Luang, un temple budista

- Settha Palace Hotel, establert el 1932

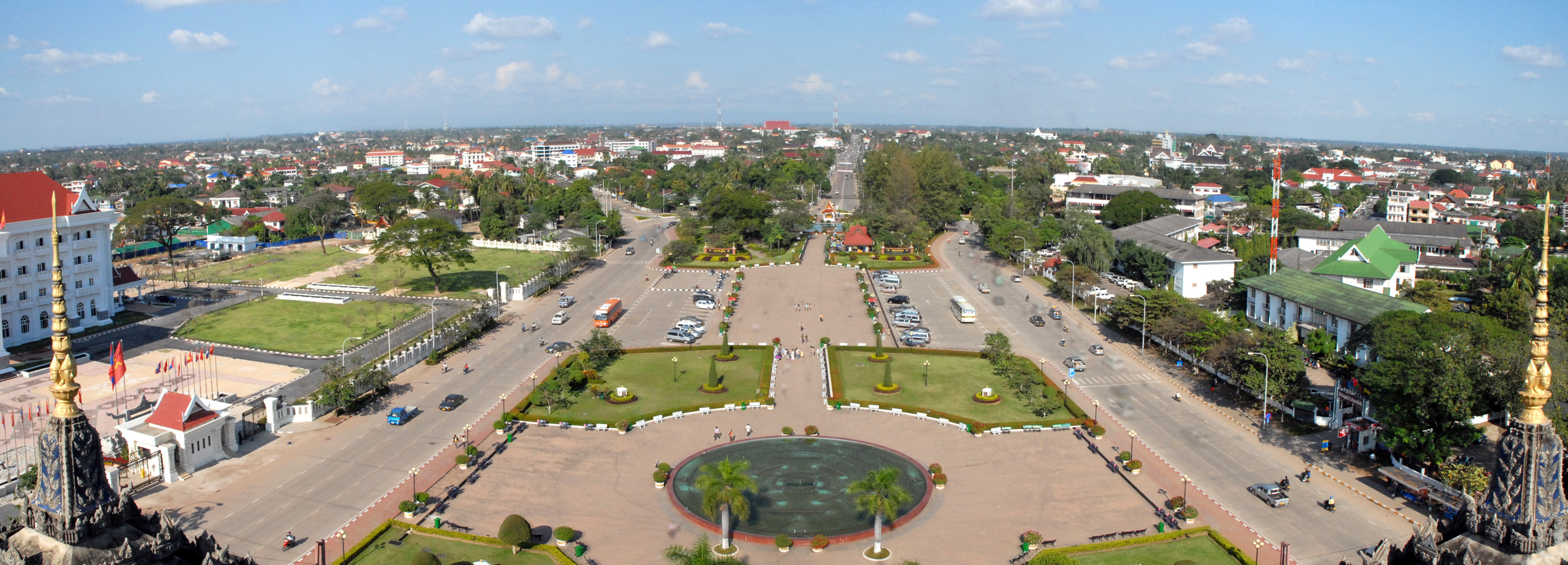
Vientiane de Patuxai

- Mercat de Sanjiang[23]

## Educació
La Universitat Nacional de Laos, una de les tres universitats del país, es troba a Vientiane.
Les escoles internacionals són:
- Escola Internacional de Vientiane
- Lycée français international de Vientiane Josué-Hoffet (francès)[25]
- Escola de l'ambaixada de Rússia a Vientiane

## Economia
Vientiane és el motor del canvi econòmic a Laos. En els últims anys, la ciutat ha experimentat un ràpid creixement econòmic gràcies a la inversió estrangera. El 2011, la borsa va obrir amb dues accions de societats cotitzades, amb la col·laboració de Corea del Sud.

## Transport

### Amb autobús
Hi ha serveis regulars d'autobusos que connecten l'estació d'autobusos de Vientiane amb la resta del país. A Vientiane, Vientiane Capital State Bus Enterprise ofereix serveis regulars d'autobusos per tota la ciutat.
Hi ha serveis diaris d'autobús sense parades entre Vientiane i Nong Khai, Udon Thani i Khon Kaen a Tailàndia.

### Per ferrocarril

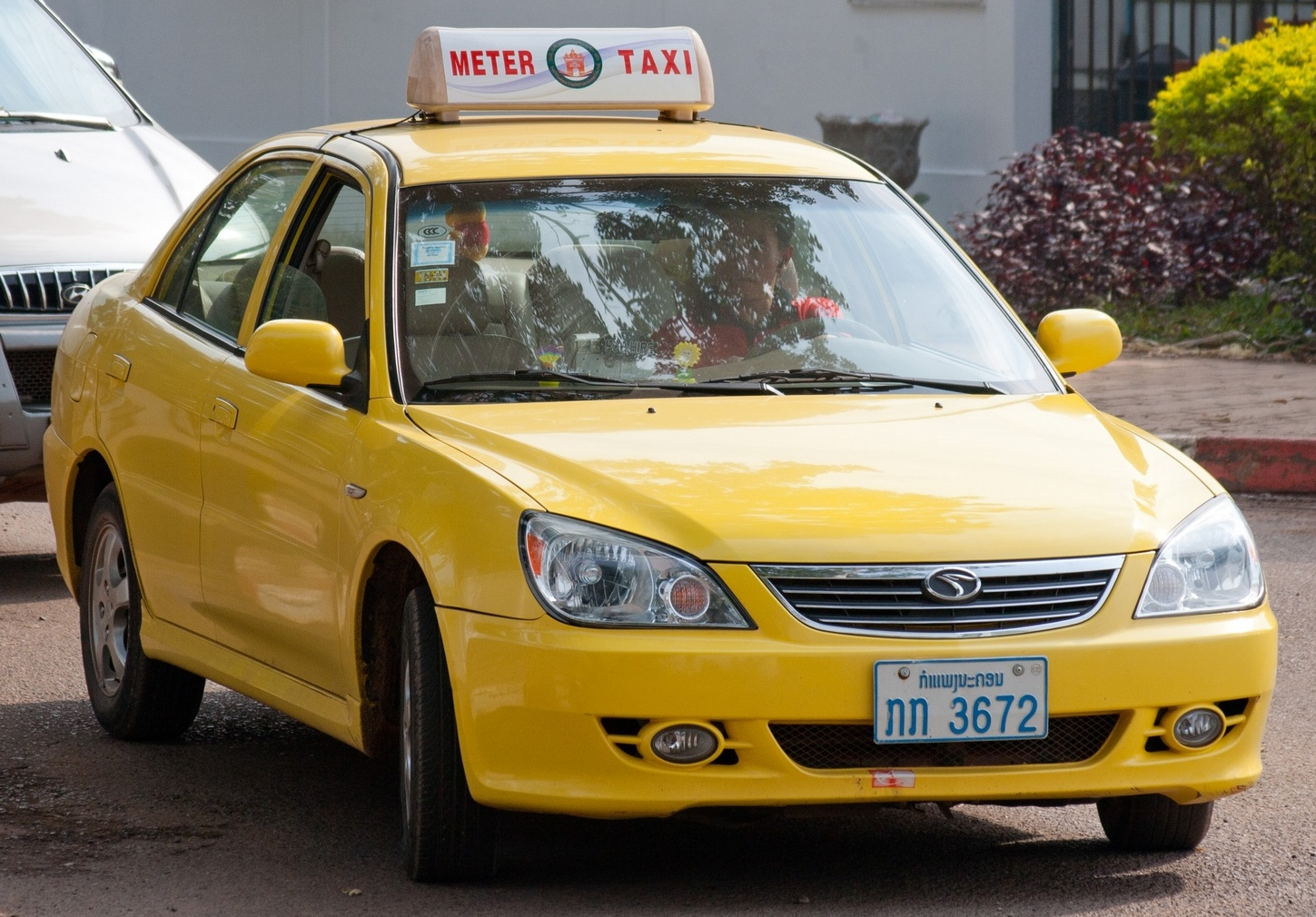
Els taxis més antics de Vientiane s'estan substituint per cotxes nous de fabricació xinesa, com aquest Soueast Lioncel.

El primer pont de l'amistat entre Tailandès i Laos, construït a la dècada de 1990, creua el riu 18 quilòmetres aigües avall de la ciutat de Nong Khai a Tailàndia, i és el principal pas entre els dos països. El nom oficial del pont es va canviar el 2007 amb l'addició de «Primer», després que el segon pont de l'amistat que uneix Mukdahan a Tailàndia amb Savannakhet a Laos es va obrir a principis de 2007.
El 5 de març de 2009 es va inaugurar formalment un enllaç ferroviari d'ample metre sobre el primer pont, que acaba a l'estació de ferrocarril de Thanaleng, al poble de Dongphosy (prefectura de Vientiane), 20 km a l'est de Vientiane.< A partir del novembre de 2010, els funcionaris de Laos planegen convertir l'estació en una terminal de càrrega per a trens de mercaderies, permetent que la càrrega sigui transportada de Bangkok a Laos més barat que per carretera. Aquest enllaç ferroviari s'està ampliant a la ciutat de Vientiane, amb la nova estació de tren de Khamsavath prevista per a mitjans de 2023.
El ferrocarril Boten-Vientiane (de vegades conegut com el ferrocarril Xina-Laos o ferrocarril Laos-Xina) té 414 km, amb un ample de via de 1,435) és un tren electrificat entre la capital Vientiane i la ciutat de Boten a la frontera amb la Xina. La línia va ser oficialment inaugurada el 3 de desembre de 2021.

### Per aire
Vientiane és servida per l'aeroport internacional de Wattay amb connexions internacionals amb altres països asiàtics. Lao Airlines té vols regulars a diverses destinacions nacionals del país (inclosos diversos vols diaris a Luang Prabang, a més d'uns quants vols setmanals a altres destinacions locals). A Tailàndia, l'aeroport internacional d'Udon Thani, una de les connexions principals de Wattay, està a menys de 90 km de distància.

## Art

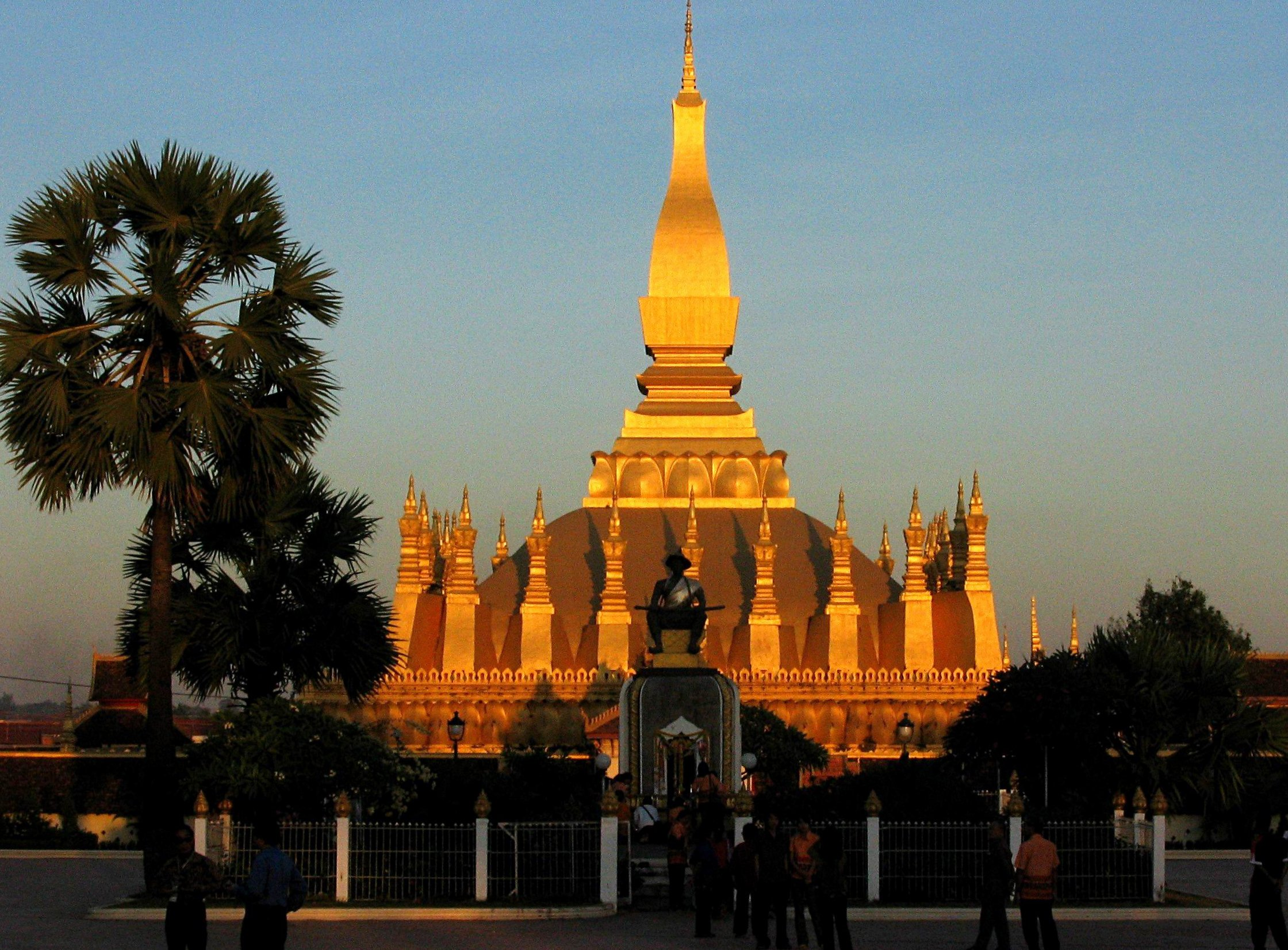
Pha That Luang - El símbol nacional de Laos.

Com a la resta de Laos, a la ciutat de Vientiane destaca com a màxim exponent artístic les arts decoratives de vius colors, aplicades a l'arquitectura. Talles pintades i escultures adornen els particulars edificis històrics de la ciutat.
Després de l'espoli de 1827 Vientiane va sofrir l'abandó fins a ser redescoberta pels francesos en 1860. Les restauracions van començar amb el protectorat francès. Així és com la ciutat conserva abundants representacions d'arquitectura colonial.
Dins de l'arquitectura de Vientiane destaquen temples, monestirs i stupes, la majoria anteriors al segle xvi. Tots aquests monuments han sofert intervencions al llarg dels segles i per això no presenten el seu aspecte original.